# Funció analítica
Una funció analítica és una funció que pot ser expressada localment com una sèrie de potències enteres convergent. En anàlisi complexa, les funcions holomorfes són analítiques.

## Definició
Formalment, la funció f és analítica sobre un conjunt obert D en la línia real si per cada x0 a D es pot escriure f (x) com
| {\displaystyle f(x)\,} | {\displaystyle =\sum _{n=0}^{\infty }a_{n}\left(x-x_{0}\right)^{n}}                 |
|                        | {\displaystyle =a_{0}+a_{1}(x-x_{0})+a_{2}(x-x_{0})^{2}+a_{3}(x-x_{0})^{3}+\cdots } |
on els coeficients a0, a1, ... són nombres reals i la sèrie és convergent en un veïnat de x0.
Alternativament, una funció analítica és una funció contínuament diferenciable (smooth function), és a dir, una funció infinitament derivable com la sèrie de Taylor, que en cada punt x0 pertanyent al domini
{\displaystyle T(x)=\sum _{n=0}^{\infty }{\frac {f^{(n)}(x_{0})}{n!}}(x-x_{0})^{n}}
convergeix a ƒ(x) per x en un veïnat de x0. El conjunt de totes les funcions analítiques reals pertanyents a un conjunt donat D es denota generalment com Cω(D).
Una funció ƒ definida en un subconjunt qualsevol de la recta real, serà analítica real al punt x si existeix un veïnat D de x al que ƒ és analítica real.
La definició de funció analítica complexa es pot obtenir substituint real amb complexa. Les funcions analítiques complexes es tracten a l'article dedicat a les funcions holomorfes.